# Camerino
Camerino est une commune italienne d'environ 6 680 habitants, située dans la province de Macerata, dans la région des Marches, en Italie centrale. 
Tous les habitants de la ville universitaire de Camerino ont aujourd’hui quitté le centre-Ville qui est fermé à la population et surveillé par l’armée. De même pour les Universités, bibliothèques, églises, habitations. Camerino est devenue une ville fantôme, des pierres de ses édifices jonchent un peu partout le sol des rues encore praticables, des pans de ses architectures menacent toujours de s’écrouler, quatre années après le Tremblement de Terre de 2016. Les quelques personnes âgées qui n’ont pu se résoudre à quitter les lieux semblent se résigner à voir leur ville un jour reconstruite.

## Géographie
Distante de 47 km de Macerata, la ville de Camerino est située entre le val du Chienti et de la Potenza, sur une colline au centre de la région montagneuse de la province de Macerata, cernée au sud par le massif des monts Sibyllins et au nord par le mont San Vicino. Le territoire environnant est essentiellement composé de collines alternées de champs cultivés, petits bois et chênes centenaires.

## Histoire
Des traces d’habitations remontant au Néolithique ont été trouvées dans la région de Torre Beregna et dans les grottes de mont Primo. 
Camerino est une ville ancienne peuplée par des Umbrii-Camerti.  Une légende veut que les Camertis  vaincus par le peuple des pélagiques aient abandonné leur ville natale, Kamars. Pour cette raison, afin de rappeler leur ancienne patrie, ils donnèrent à l'endroit le nom de Cameria, ou Camerte. Les Camertes (habitants de Camerino) et les Romains conclurent un traité d’alliance avec des conditions de traitement égales  : l'Aequum Foedus (309 av. J.-C.). Ce privilège de citoyenneté romaine est confirmé par Caius Marius en 101 av. J.-C.  et par Septime Sévère en 210, garantit encore l'importance de la ville Camerte au IIIe siècle. 
Il ne semble pas que Camerino ait été directement affectée par les graves effets des invasions barbares. Divers écrits, cependant, font référence traditionnellement à un siège gothique de la Ville. 
Selon une légende, c’est le saint patron Venanzio qui a empêché Camerino d’être prise, apparaissant au-dessus des murs et luttant aux côtés des habitants. Défaits des Goths en 552, la ville appartînt aux Byzantins jusqu’en 592. 

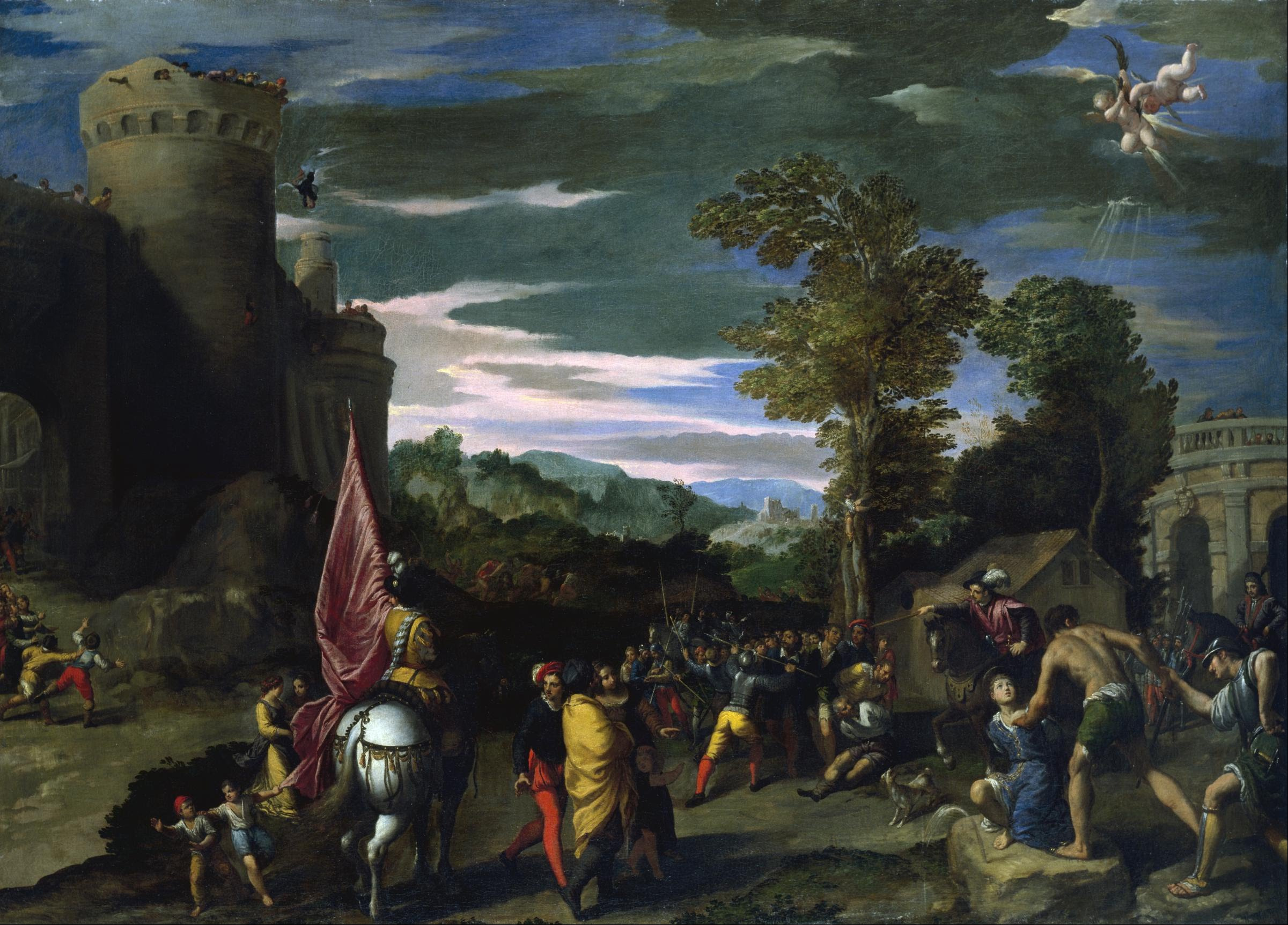
Le Martyre de san Venanzio de Camerino, Ippolito Scarsella, 1595, Houston.

Camerino vit apparaître plus tardivement que l’Ombrie voisine les grands complexes monastiques (San Lorenzo di Doliolo près de l’antique Settempeda (actuel San Severino Marche) ou Santa Maria de Rambona ). Cependant, la quasi-totalité des édifices sacrés attestent encore aujourd'hui du haut niveau technique et artistique auquel est parvenue la Ville à partir du IXe siècle.
Aux environs de 1050, le Marquis Bonifacio occupe la Ville pour la donner par la suite à sa fille, la comtesse Mathilde, laquelle en 1077 la cède à l’Église.
Autour de l’an 1000, Camerino est une ville florissante et indépendante qui bat monnaie à l’effigie des saints Venanzio et Sant'Ansovino.
À l’origine Guelfes et gibelins!gibeline, elle devient forteresse guelfe et siège de la délégation pontificale (1240) raison pour laquelle elle subit une destruction en 1259 de la part des troupes impériales de Manfred de Hohenstaufen, conduites par Perceval Doria. Une grande partie de la population est massacrée.
En 1382, pour la défense du territoire de Camerino Giovanni Da Varano fait construire un mur long de douze kilomètres jonché de tours, de fossés et digues faites de gros troncs taillés d’où le nom d’une ligne dite « Intagliata ». Par la suite, la famille Da Varano gouverne pratiquement la ville pendant trois siècles.

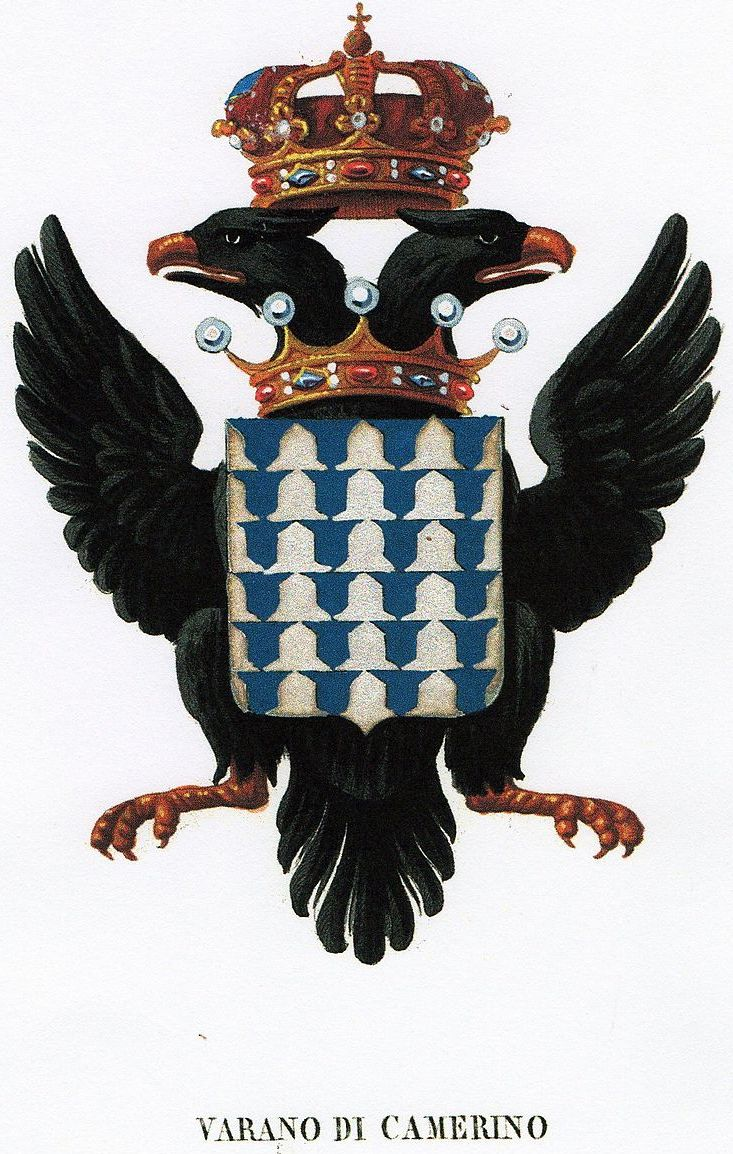
Armoiries des Varano de Camerino

En 1377, le pape Grégoire XI attribue le titre d'Etude générale de l'ancienne école (l'équivalent d'Université) aux différentes écoles de droit, de médecine et de lettres qui s'y étaient formées à partir du XIIIe siècle. 
Au cours de l’époque seigneuriale, la ville bénéficie d'une prospérité économique et d'une croissance démographique provoquant une transformation urbanistique qui modifie sa structure médiévale. Les normes fixées par les statuts pour la défense, l’hygiène et les services publics sont détaillées et rigoureuses. En 1502 toutes les rues arrivaient sur la loge César Borgia qui prit la place des Da Varano et tua Jules César Varano avec trois de ses fils.  
En 1503, les Borgia construisent la forteresse des Borgia (les tours cylindriques et le puissant donjon, exemples d’architecture militaire de la Renaissance) pour contrôler la ville sur le versant sud-ouest. Après quoi, Giovanni Maria, troisième enfant rescapé de Jules César de Varano, retourne en ville et gouverne le duché de Camerino jusqu'en 1527. 
L’histoire du XVIIe siècle s’articule autour de la multiplicité des statuts particuliers. L’État est divisé en plus de 100 communautés, dirigées par 3 vicariats. 
Au XVIIIe siècle, la petite capitale de la Seigneurie est réduite à un grand bourg agricole avec une économie limitée et quelques industries. 
En 1861, Camerino devient italienne, l'université de Camerino est reconnue par le nouvel État et en 1958 et devient université publique. 

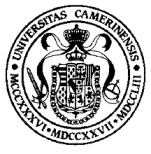
Universitas Camerinensis

Durant la Première Guerre mondiale, 260 habitants trouvèrent la mort, 84 lors de la Seconde Guerre mondiale.  
En 1997 et 2016, la Ville de Camerino a été dévastée par deux violents tremblements de terre. Le centre-ville est en 2019, fermé à la circulation et surveillé par les forces militaires.

## Économie
En raison des deux tremblements de terre de 1997 et de 2016, les structures universitaires, hospitalières, sociales et artisanales de la ville sont sinistrées.

## Catastrophes naturelles

### Le tremblement de terre de 1997
À partir du 4 septembre 1997 se produisent des secousses sismiques qui atteignent un point culminant le 26 septembre 1997) avec l'épicentre localisé dans l’Apennin umbro-marchesan. Celles-ci causent de nombreux dommages à la ville de Camerino. De nombreuses habitations et églises, dont la cathédrale et Santa Maria in Via son endommagées.
Récemment, des travaux de consolidation et de reconstruction ont fait revenir à la lumière d’importantes pièces archéologiques sur la place du centre historique de la ville.

### Le tremblement de terre de 2016

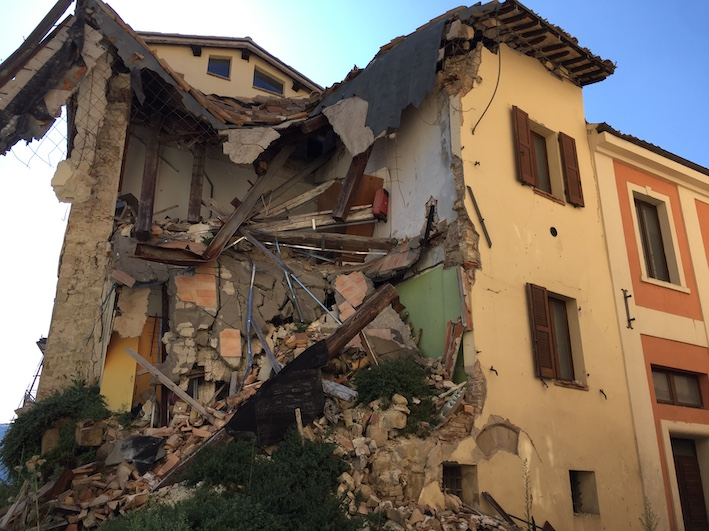
Maison à l’entrée de la Ville dont le Centre est fermé aux véhicules et aux piétons.

19 ans après le tremblement de terre de 1997 et les derniers travaux de reconstruction achevés, l’Apennin est de nouveau été frappé par une série d’événements sismiques violents. La nuit du 24 août, une forte secousse a presque complètement détruit la ville d'Amatrice, la ville de Camerino ayant aussi subi des dommages, avec la fermeture des principales églises ; même quelques édifices privés, principalement dans le centre historique, se sont avérés endommagés. Mais après deux mois où l’essaim sismique semblait s’être presque complètement atténué, le soir du 26 octobre une nouvelle secousse très violente, avec épicentre près de Ussita, a causé des effondrements importants et de graves dommages à presque tous les bâtiments du centre historique, ainsi qu’au quartier populaire de la périphérie des Vallicelles, le plus proche de l’épicentre. La secousse avait été précédée par une autre, plus légère, qui ont poussé la population a abandonner leur habitation avant la réplique destructrice. L’effondrement le plus notable est celui du clocher de Santa Maria in Via tombé sur un édifice privé situé derrière l’Église, et le détruisant.
Le matin du 30 octobre, une autre secousse avec épicentre près de Norcia a causé de nouveaux dégâts. 
Le tremblement de terre de 2016 a provoqué le déplacement de 41 000, 388 blessés et 303 morts, dont 3 indirectement à cause d’une crise cardiaque due à la peur.

## Culture
- Théâtre Filippo Marchetti (fermé pour risque d'écroulement)
- Cine Teatro Comunale Ugo Betti (fermé pour risque d'écroulement)
- Musée de sciences naturelles (fermé pour risque d'écroulement)
- Musée diocésain Giacomo Boccanera (fermé pour risque d’écroulement)
- Musée historique des cappuccins (fermé pour risque d’écroulement)
- Jardin botanique (?)
- Pinacothèque et musées civiques de Camerino (fermés)
- châteaux
  - Palazzo Ducale, XVe siècle
  - Rocca d'Ajello, résidence des ducs Da Varano XIIIe et XVe siècles
  - Rocca del Borgia, début du XVIe siècle
  - Rocca Varano, XIIIe siècle
- églises 
  - Sant’Anastasio (Fermée pour risque d’écroulement)
  - Temple ducal de l’Annonciation (fresque de l’Ecole du Pérugin) (Fermée pour risque d'écroulement)
  - Dôme de Camerino (Fermé pour risque d’écroulement)
  - San Filippo Neri (Retable de l'Apparizione della Vergine a san Filippo Neri de Giambattista Tiepolo) (fermée pour risque d’écroulement)
  - San Francesco (fermée pour risque d'écroulement)
  - Santa Maria in Via (fermée pour risque d’écroulement. L’édifice a été vidé des restes restaurantes de son mobilier et ses œuvres d'art)
  - San Carlo (fermée pour risque d'écroulement)
  - San Venanzio (ouverte)
  - La Chapelle de san Venanzietto (fermée pour risque d’écroulement)

De nombreuses œuvres  ont été éparpillées dans les musées italiens et étrangers, parmi lesquels les trois retables de Carlo Crivelli : La Crucifixion,  à la pinacothèque de Brera à Milan, le Polittico di San Domenico di Camerino , appelé aussi Triptyque de Camerino, démembré entre la Pinacothèque de Brera à Milan, le Städel de Francfort et la collection Abegg-Stockar de Zurich, et la Vierge à l’Enfant entourée de saints à la Gemälde de Berlin et une Vierge à l’Enfant de 1270 désormais au Fogg Art Museum, Harvard University de Cambridge dans le Massachusetts, USA.

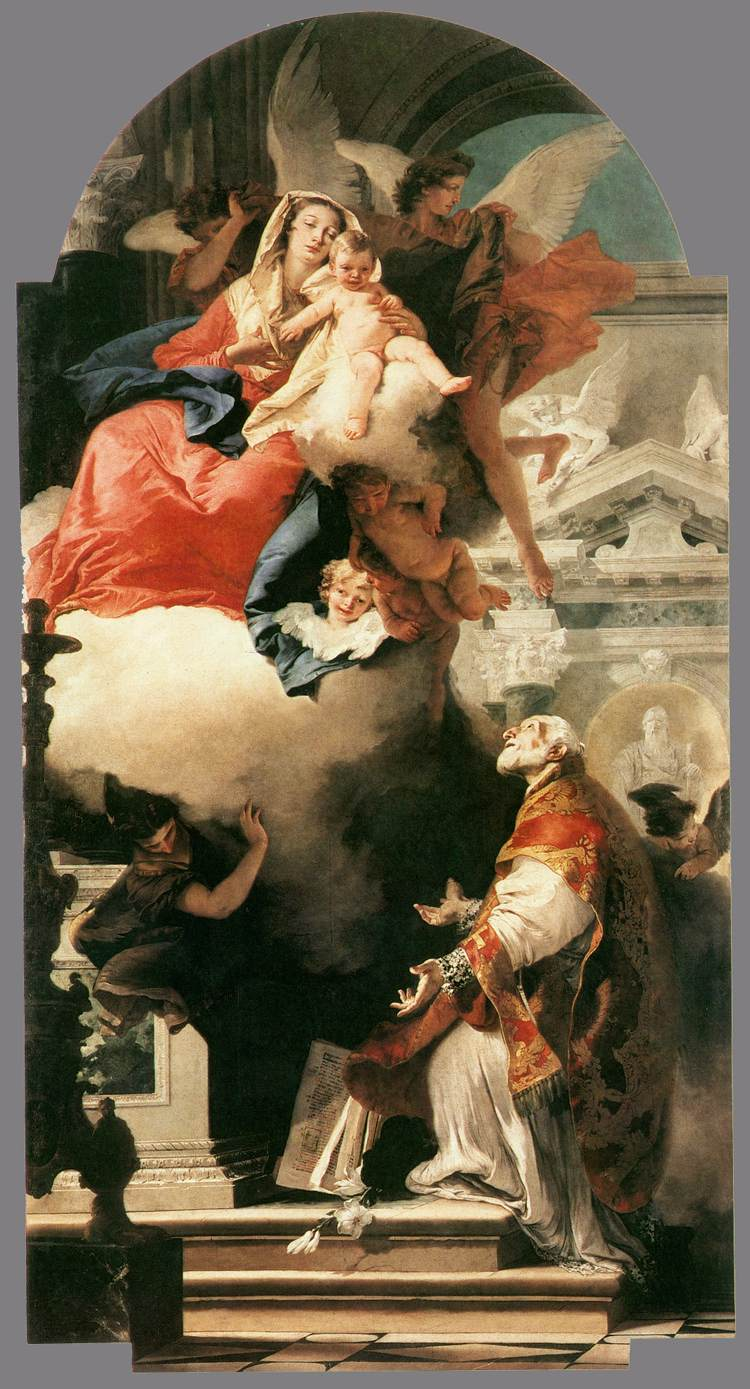
Apparition de la Vierge à saint Philippe Neri, Giambattista Tiepolo, 1740, Musée diocésain de Camerino.
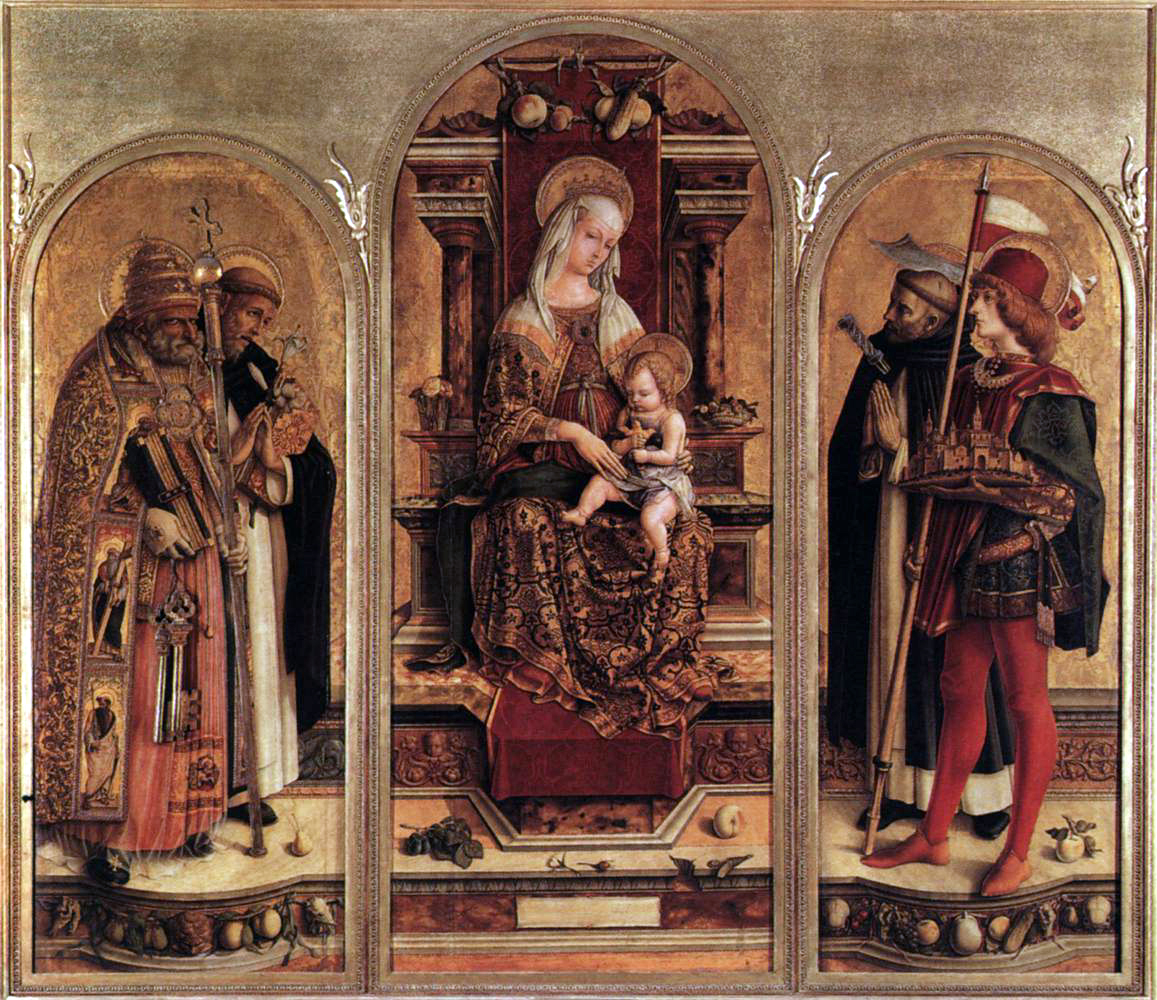
Triptyque de Camerino, Carlo Crivelli, 1482, (actuellement au Musée Brera de Milan)
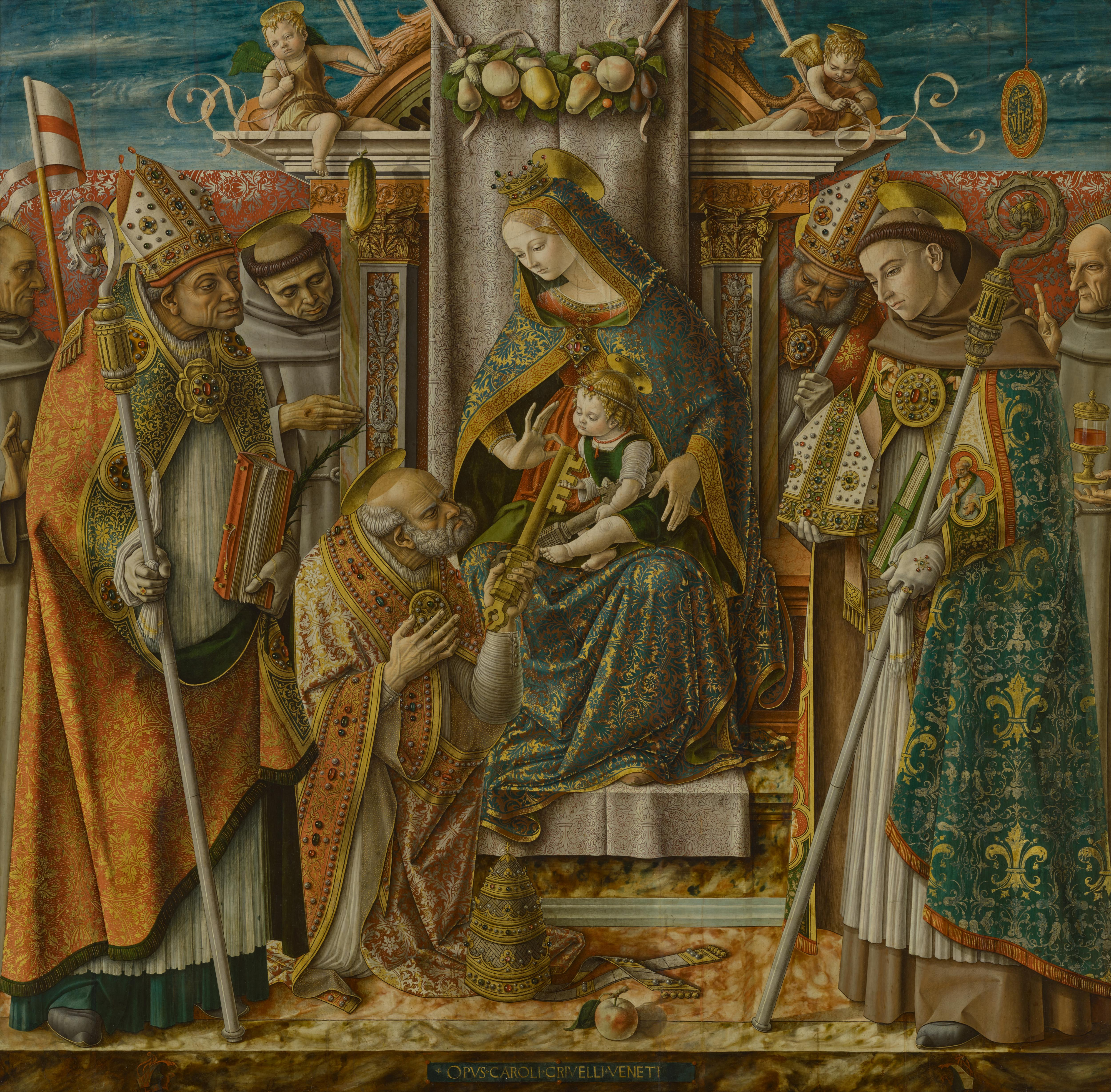
Vierge à l’Enfant avec saints dont Giacomo della Marca, de Carlo Crivelli, conservée à la Gemäldegalerie de Berlin.
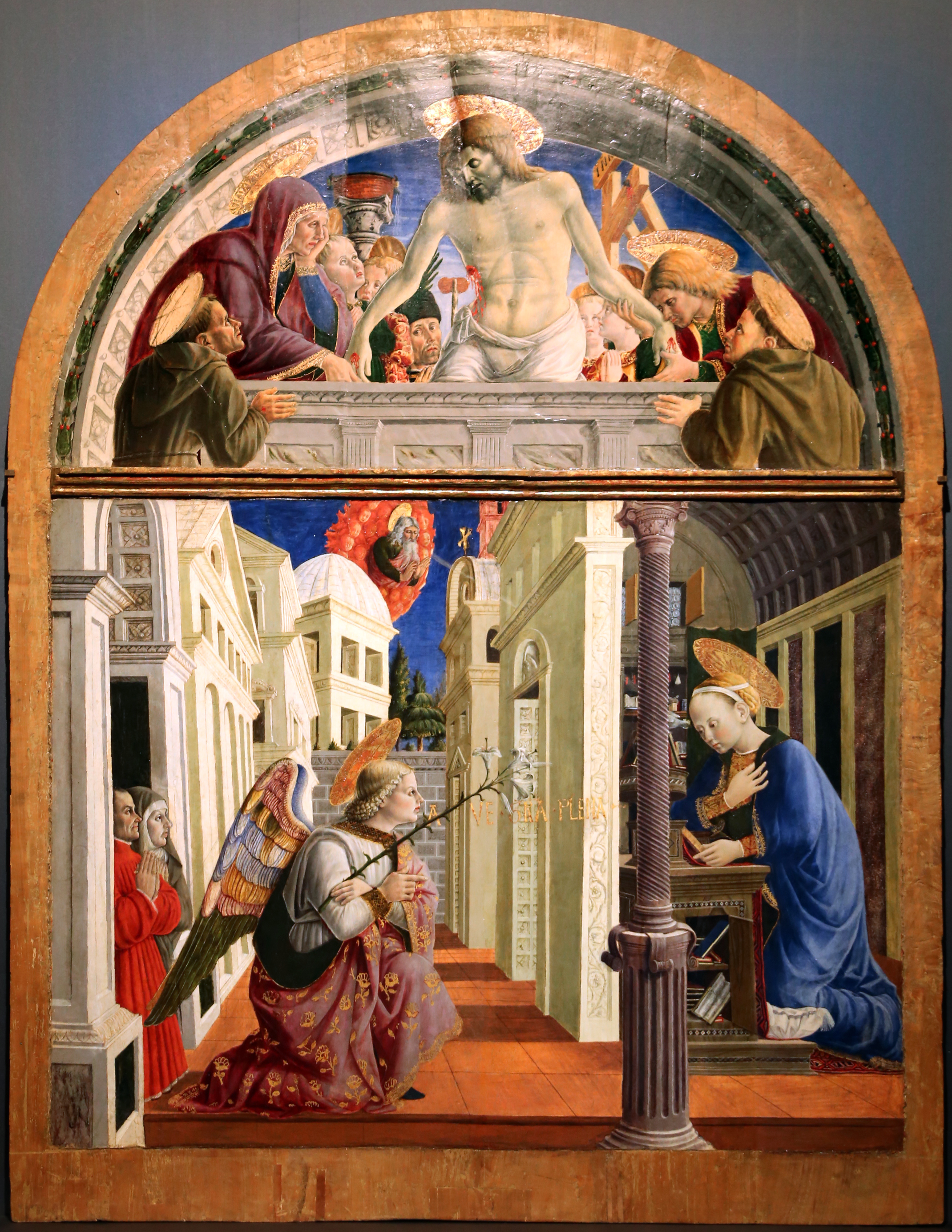
Annonciation de Giovanni Angelo d’Antonio, 1455.
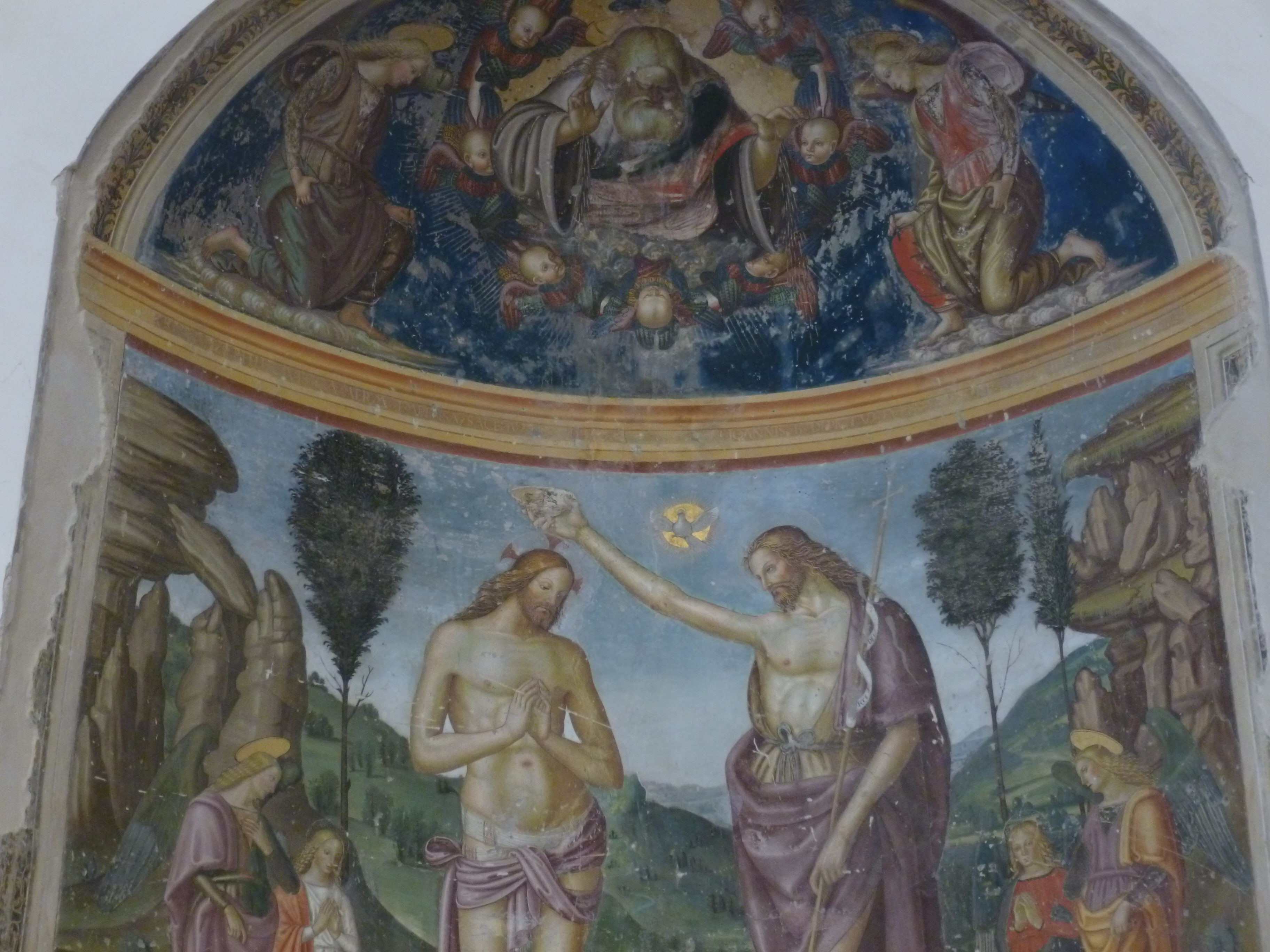
Temple ducal de l’Annonciation, fresque de l’école du Pérugin, 1508
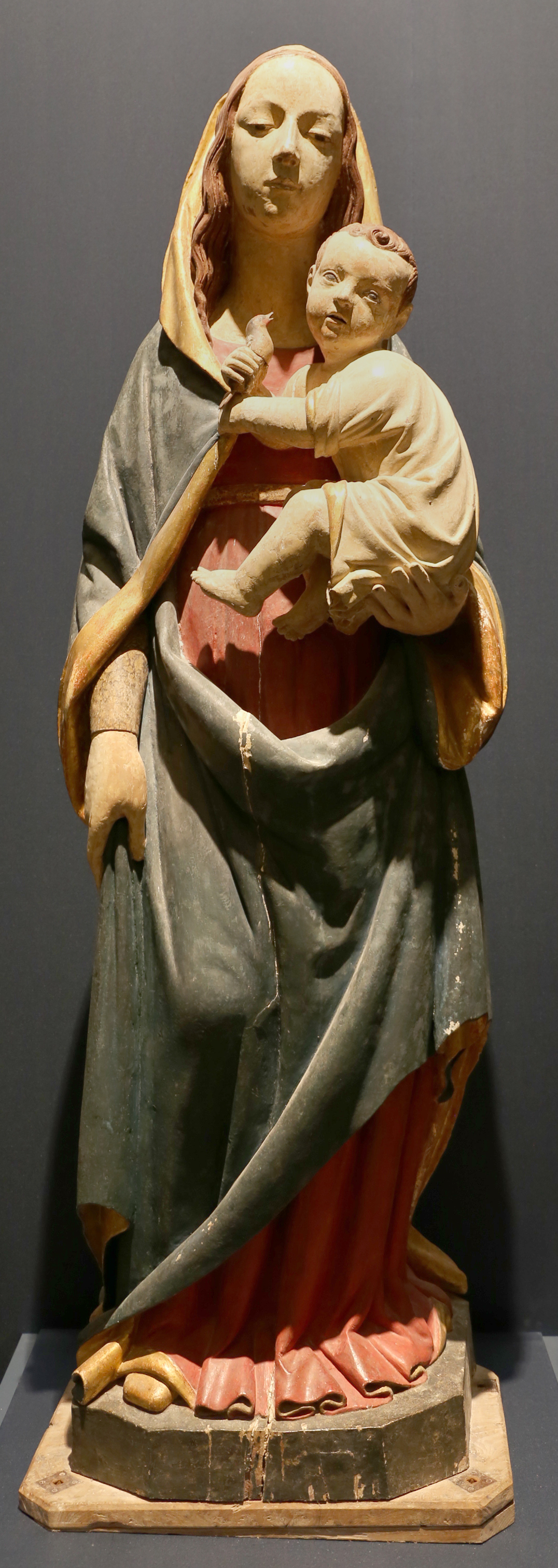
Maestro della Madonna di Macereto, 1475-80, Calcina di Camerino
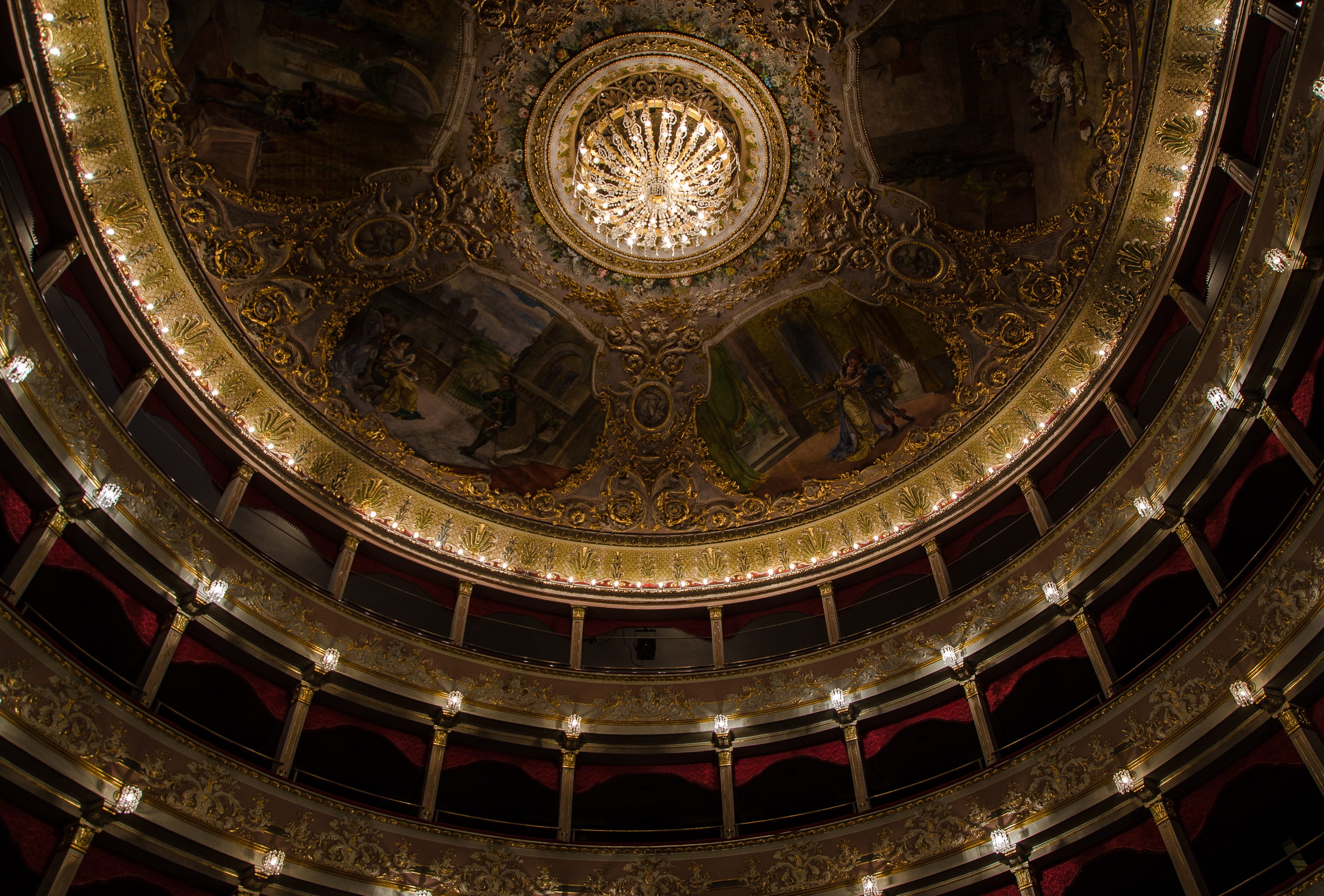
théâtre Marchetti
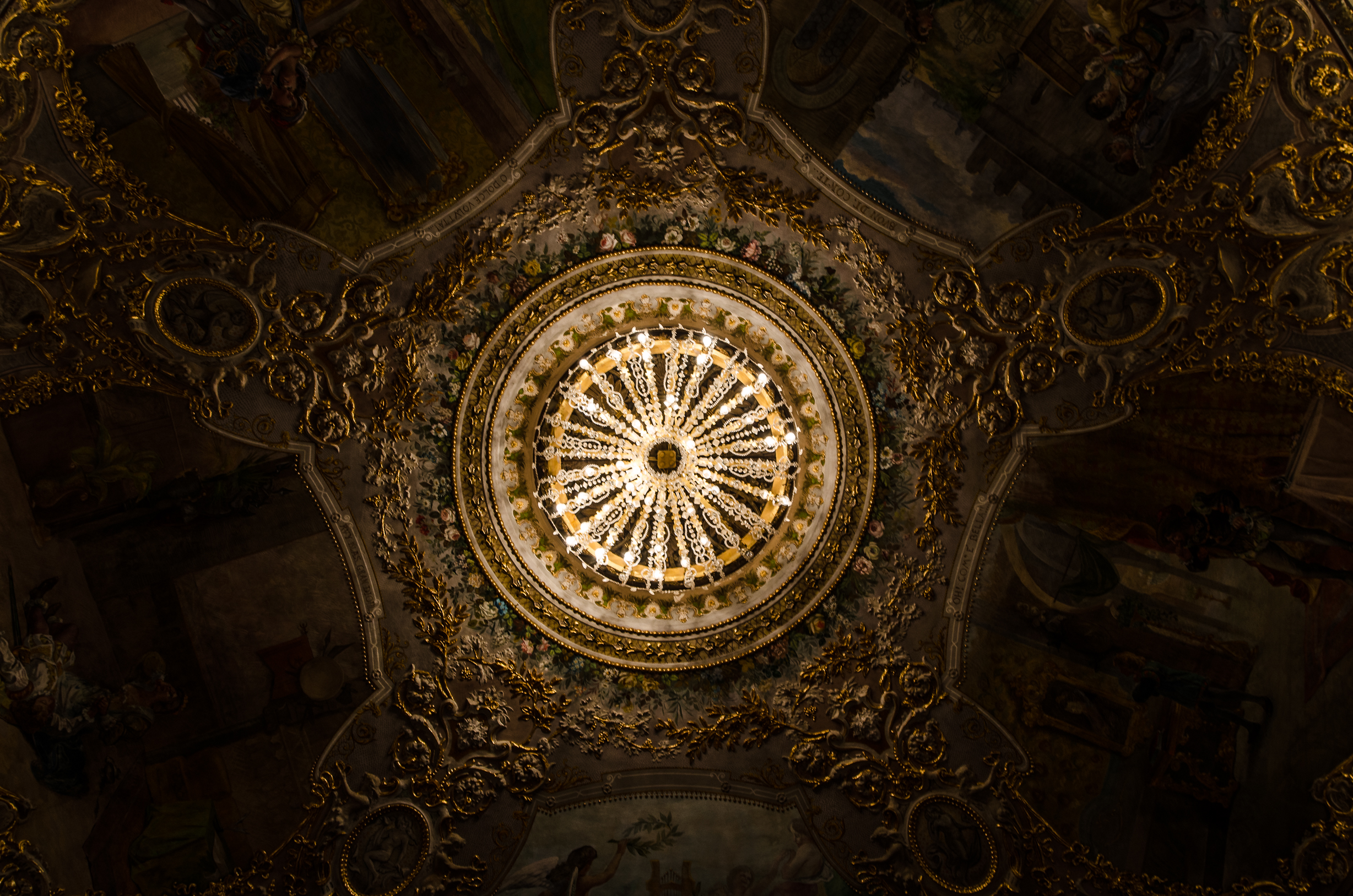
plafond du Théâtre (détail)
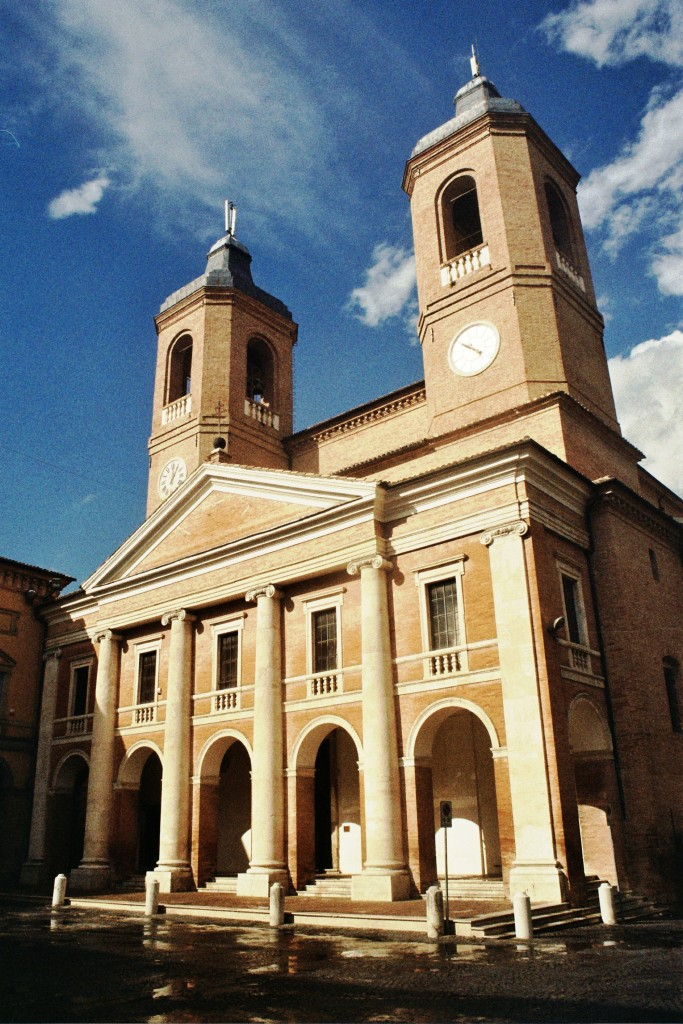
Dôme de Camerino

## Éducation
L'université de Camerino fut classée première par le Censis parmi les « petites académies » italiennes (Piccoli Atenei) en 2007. L'université comptait plus d'étudiants que la ville ne comptait d'habitants (le rapport, en 2005, est de 1 354 étudiants pour 1 000 résidents).

## Personnalités liées à Camerino
- Camilla Battista da Varano (1458-1524) religieuse de l’ordre des pauvres dames et écrivaine.
- Ansovino di Camerino (Evêque de Camerino de 850 à 868)
- Jean de Parme, compagnon de Saint François d’Assise, ministre au chapitre de Rome et de Lyon.
- César Borgia (1475-1507) Prince italien de la Renaissance
- Bernardo Bitti (1548-1610), frère jésuite, missionnaire au Pérou et peintre maniériste
- Famille da Varano (Famille noble ayant gouverné Camerino de 1259 à 1539)
- Giovanni Battista Borghi né à Camerino en 1738, compositeur de 24 opéras dont 5 sur des livrets de Metastasio
- Enrico Sbriccoli, alias Jimmy Fontana (Camerino, 13 novembre 1934 - Rome, 11 septembre 2013), auteur chanteur compositeur, compositeur entre autres de "Il Mondo" (adaptée en France par Hervé Vilard sous le nom Un monde fait pour nous, face B du disque Capri c'est fini), et de "Che Sarà", reprise par le groupe italien Ricchi e Poveri, puis par José Feliciano, jusque San Remo en 1971, reprise en France par Mike Brant  (Qui Saura), devenu un succès mondial depuis, en de nombreuses langues

## Administration
| Période                                  | Période  | Identité     | Étiquette | Qualité |
| ---------------------------------------- | -------- | ------------ | --------- | ------- |
| 14 juin 2004                             | En cours | Enzo Fanelli |           |         |
| Les données manquantes sont à compléter. |          |              |           |         |

### Hameaux
Agnano, Arcofiato, Arnano, Campolarzo, Capolapiaggia, Caselle, Colle Altino, Mecciano, Mergnano San Pietro, Mergnano San Savino, Mistrano, Morro, Paganico, Palentuccio, Perito, Piampalente, Pian d'Aiello, Piegusciano, Polverina, Pontelatrave, Ponti, Pozzuolo, Rocca d'Aiello, Sabbieta Alta, San Luca, San Marcello, Santa Lucia, Sant'Erasmo, Sellano, Sentino, Selvazzano, Sfercia, Strada, Torrone, Tuseggia, Valle Vegenana, Varano

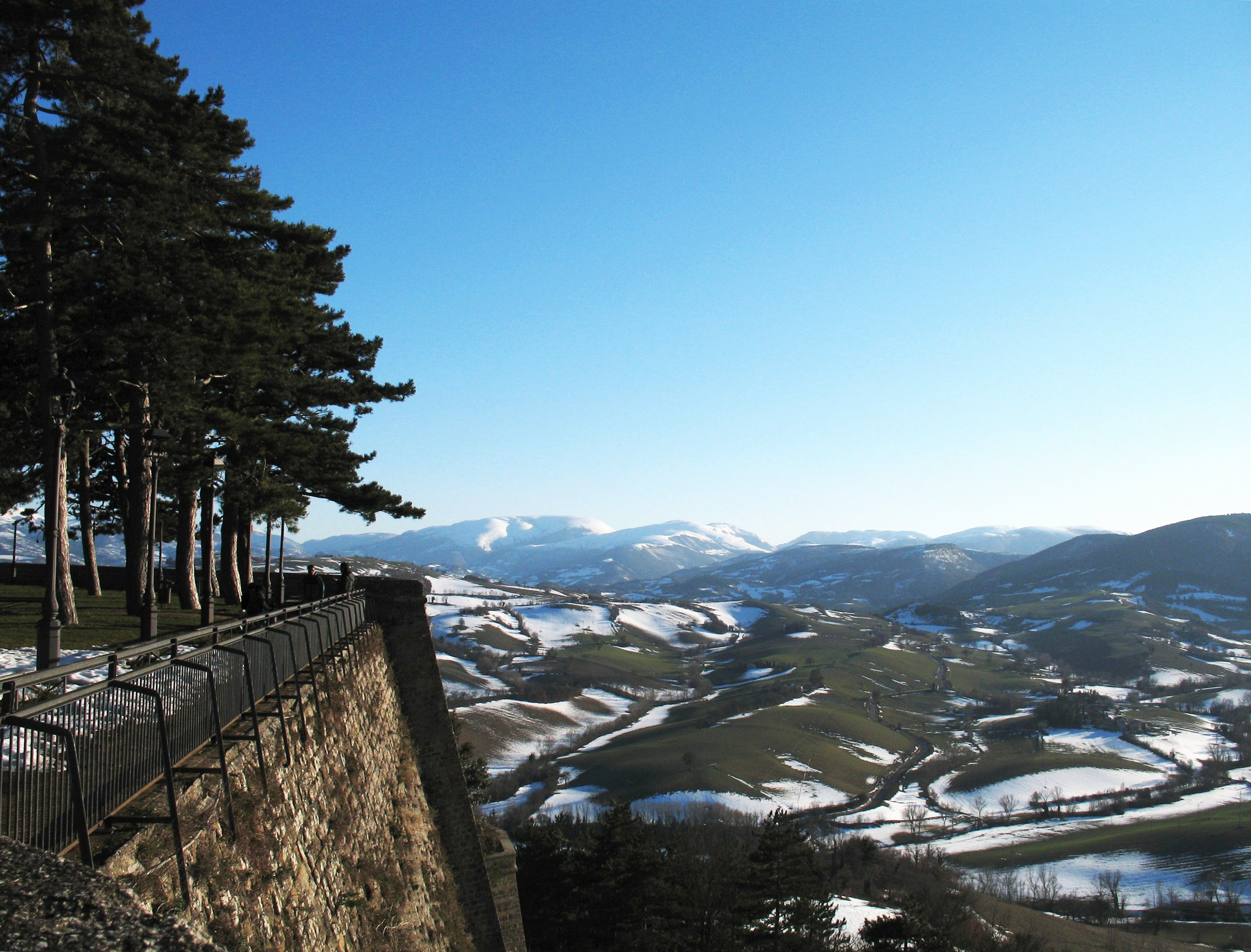
Vue depuis les jardins de la Ville
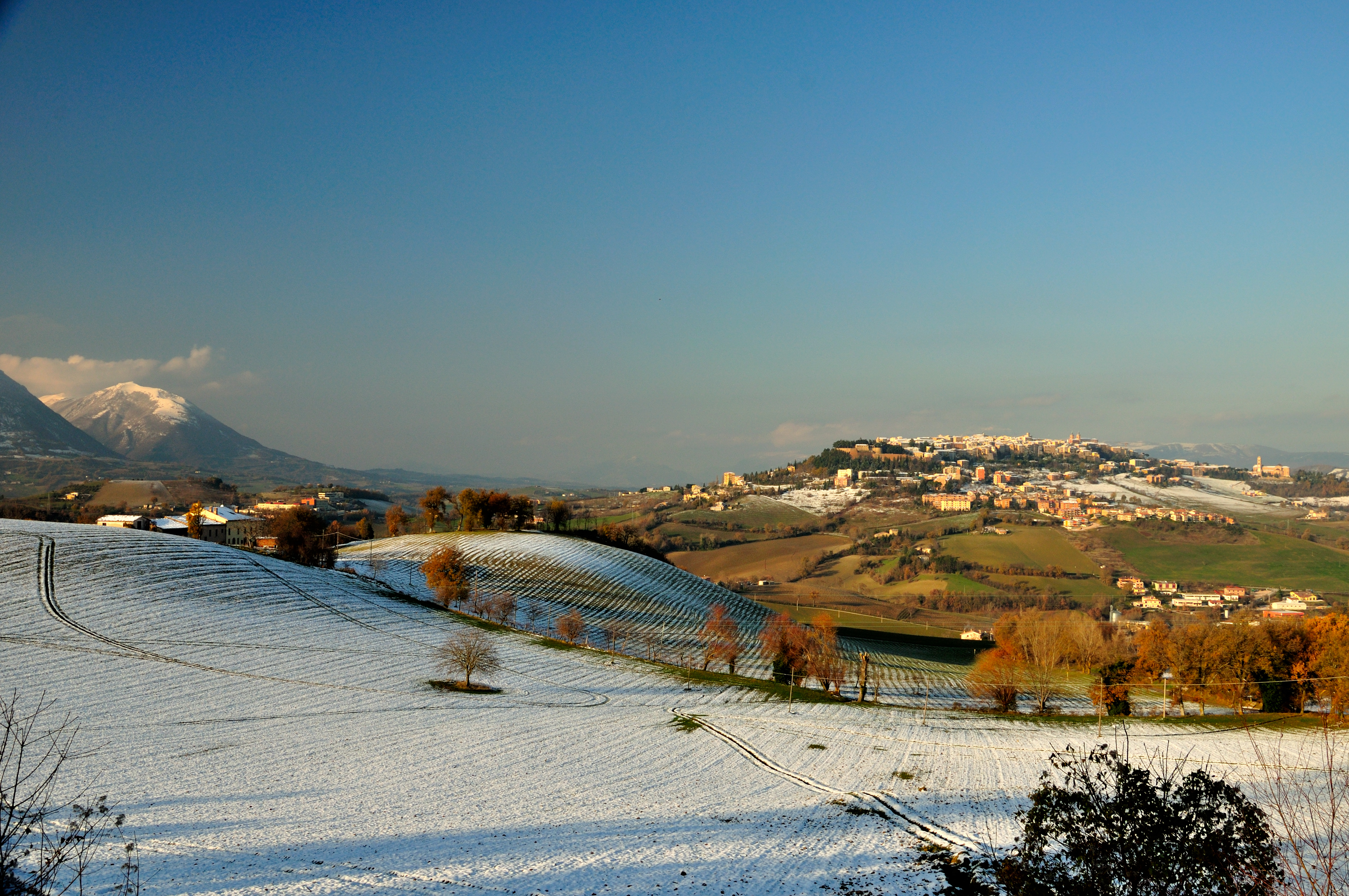
Camerino et ses environs, en hiver
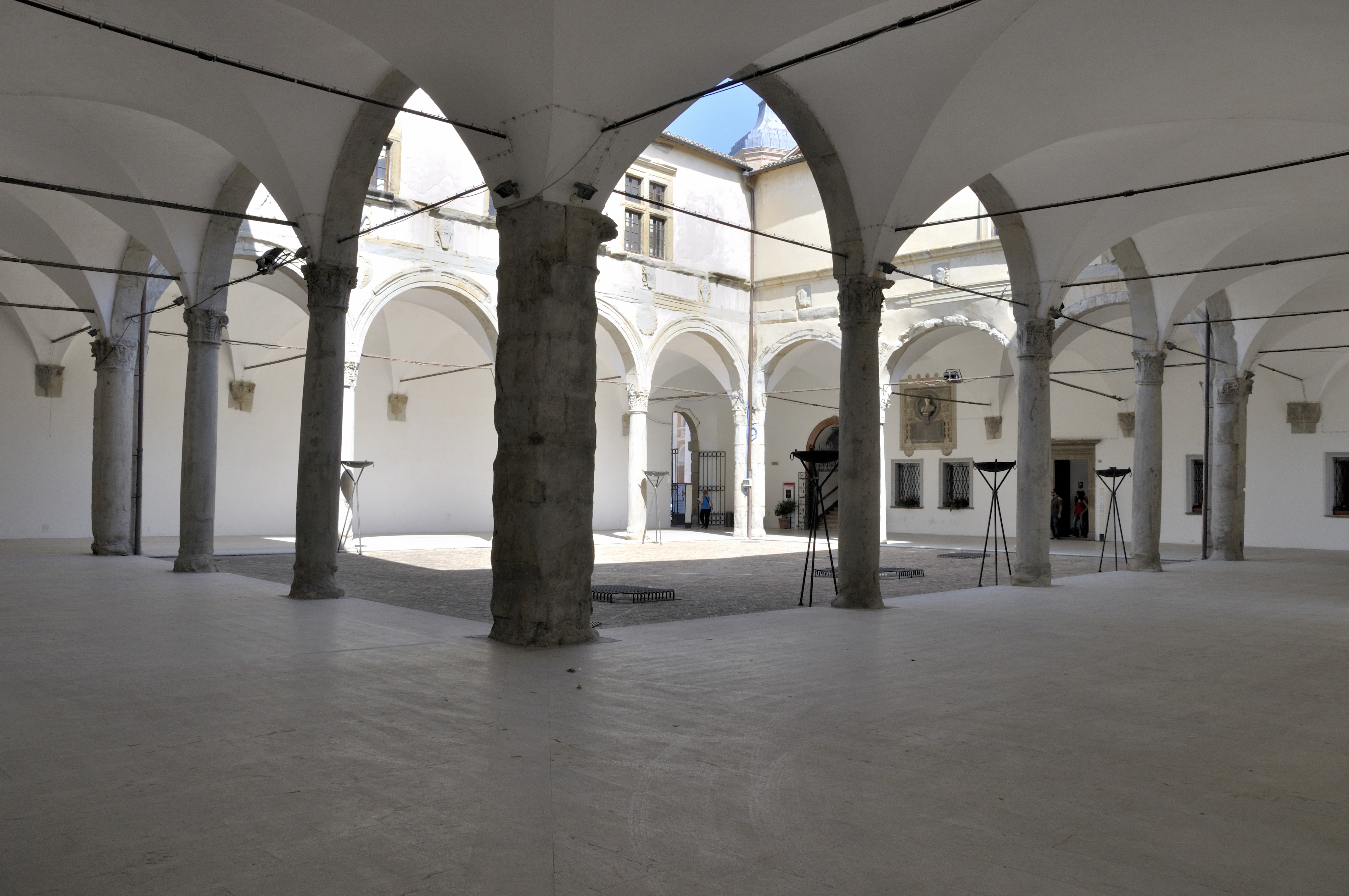
quadriportique du Palais ducal.
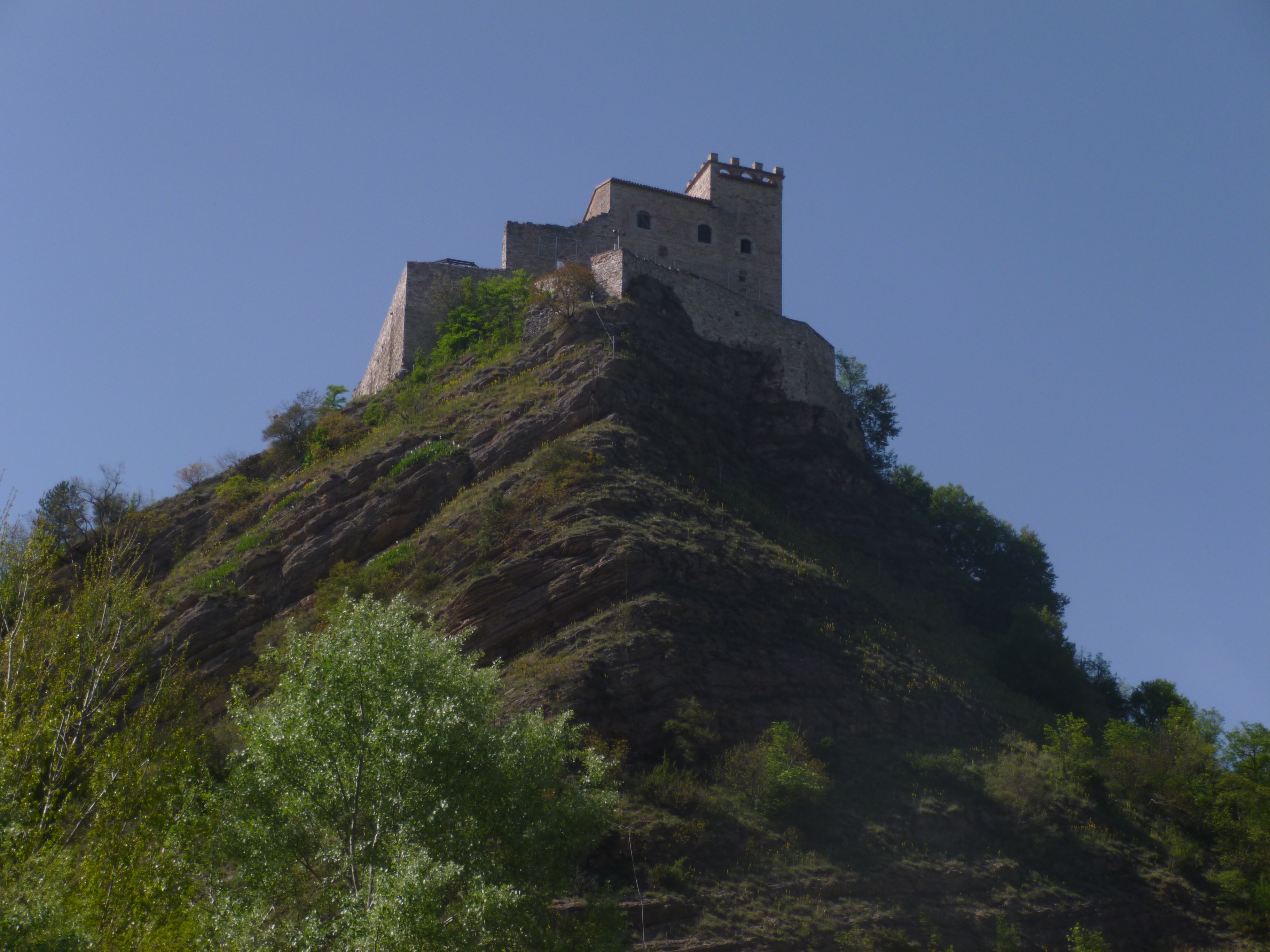
Forteresse Varano
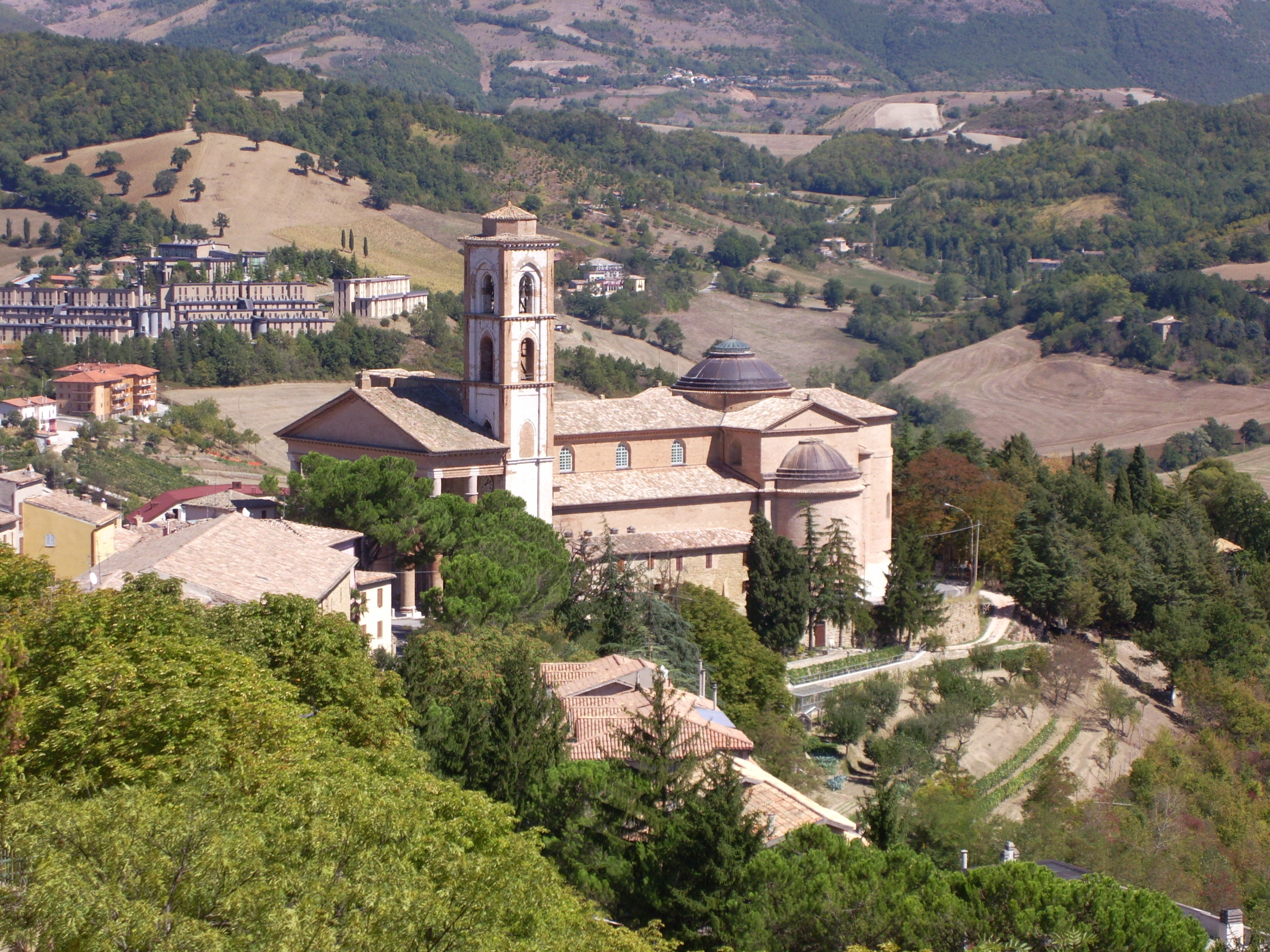
Basilique de saint Venanzio
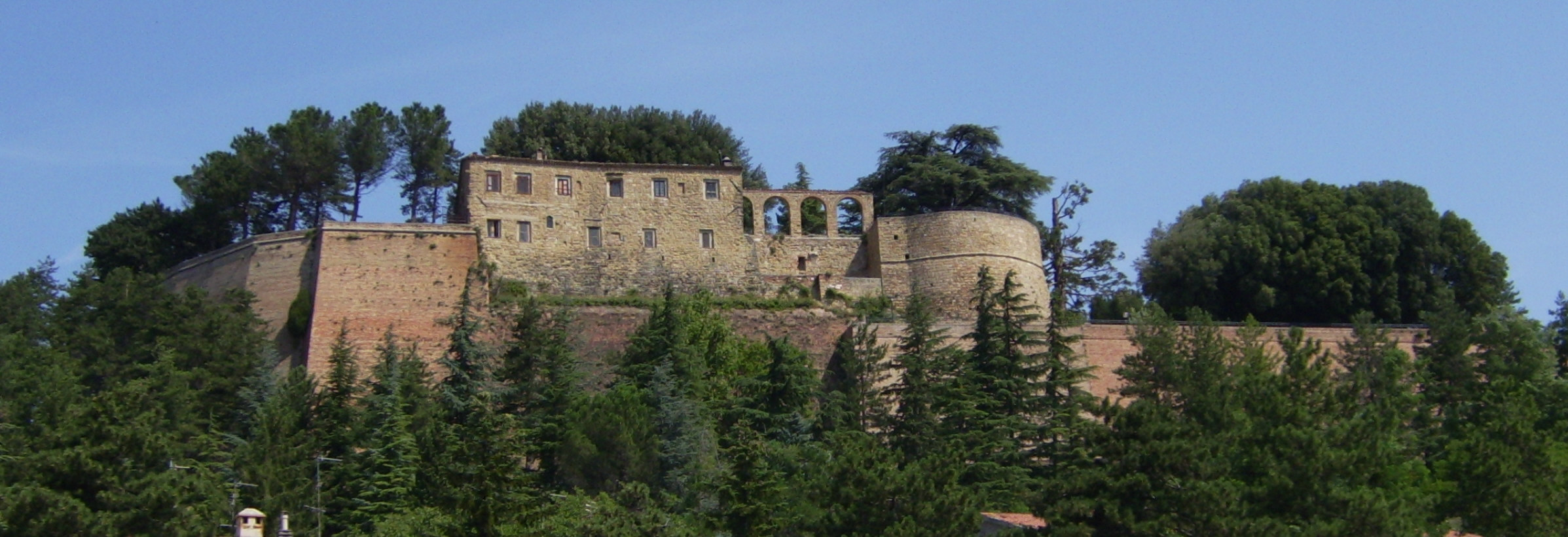
Forteresse du Borgia

### Communes limitrophes
Caldarola, Castelraimondo, Fiastra, Muccia, Pievebovigliana, Pioraco, Sefro, Serrapetrona, Serravalle di Chienti